# 珪質

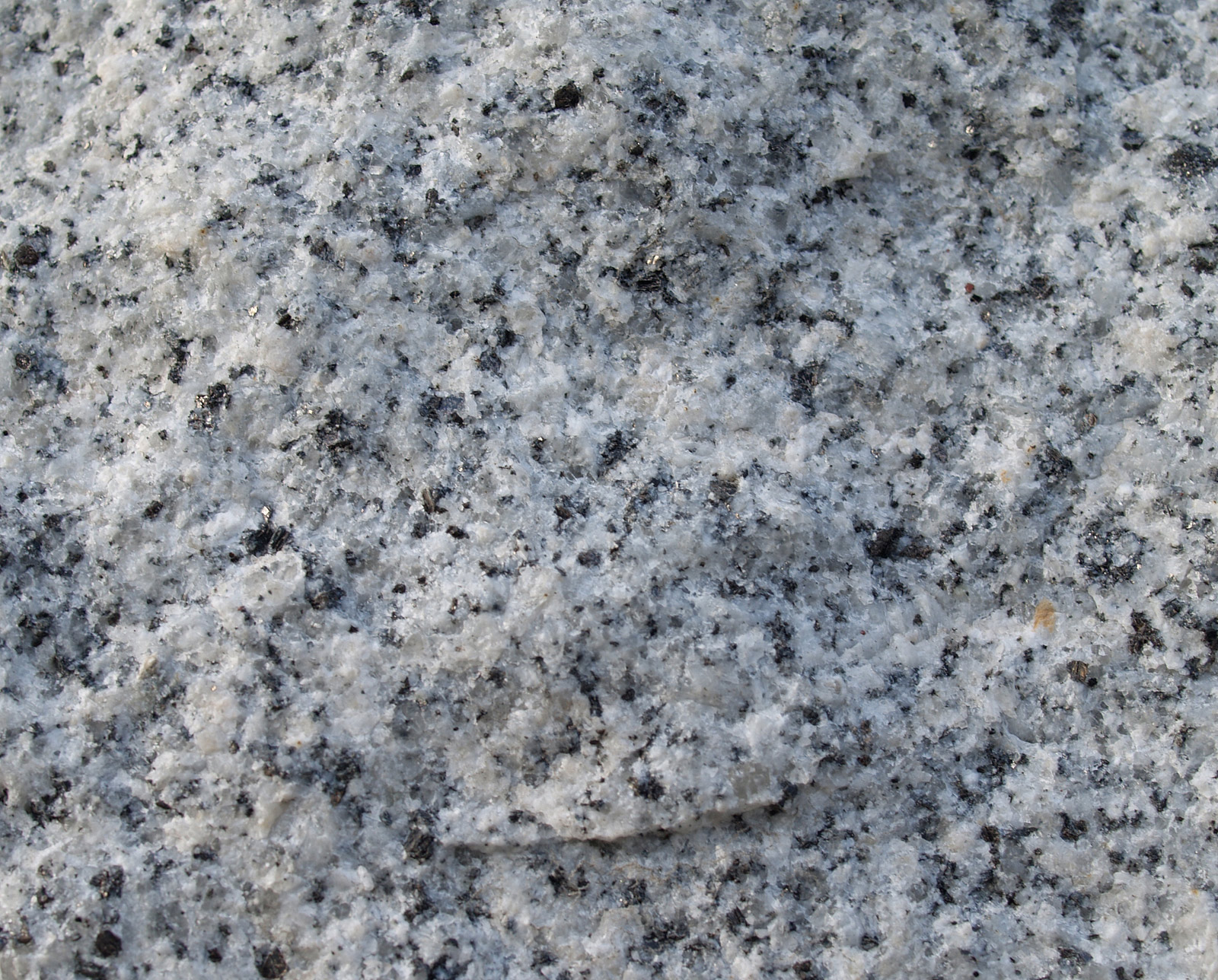
花崗岩

珪質（けいしつ、siliceous）は成分として珪素(Si4+)を含む岩石や鉱物に用いられる性質。珪素の頭文字にちなむ。珪長質の類義語で、対義語は苦鉄質である。珪質な岩石とは、花崗岩、流紋岩、片麻岩、砂岩、白色凝灰岩などを指す。